# S8G-reaktor
S8G-reaktor är en amerikansk typ av tryckvattenreaktor för ubåtsbruk, utvecklad av företaget General Electric. 
Reaktorn utvecklades vid Knolls Atomic Power Laboratory's Kesselring Site i West Milton, NY för att driva ubåtarna i Ohio-klassen.
S8G betyder:
- S = Ubåtsplattform
- 8 = Tillverkarens åttonde generation reaktorhärd
- G = General Electric